# خانه ایالتی اوهایو

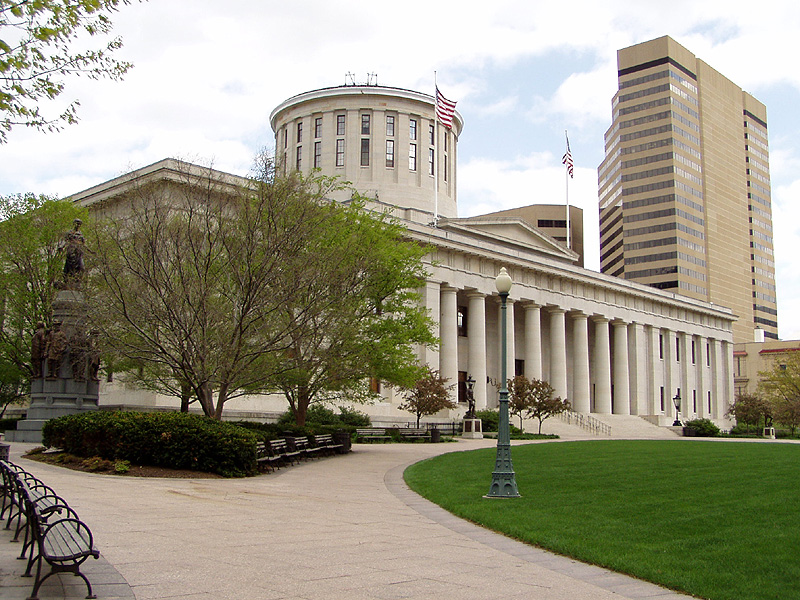

خانه ایالتی اوهایو (Ohio Statehouse) بنایی است که شاخه مقننه دولت ایالت اوهایو در آن قرار دارد. معماران بنا عبارتند از
- Nathan Kelley

بنای کنونی در سال ۱۸۳۹ ساخته گردید و در کلمبوس قرار دارد.
این بنا خانه مجلس نمایندگان ایالت است.